# Formuła 2 – Baku 2019
Runda Formuły 2 na torze Bakı Şəhər Halqası – Runda druga mistrzostw Formuły 2 w sezonie 2019.

## Wyniki

### Sesja treningowa
| Nr | Kierowca     | Konstruktor  | Czas     | Okr. |
| -- | ------------ | ------------ | -------- | ---- |
| 8  | Luca Ghiotto | UNI-Virtuosi | 1:56,637 | 15   |

### Kwalifikacje
Źródło: fiaformula2.com
| Poz. | Nr | Kierowca             | Konstruktor                   | Czas     | Poz. s. |
| ---- | -- | -------------------- | ----------------------------- | -------- | ------- |
| 1    | 2  | Nobuharu Matsushita  | Carlin                        | 1:54,555 | 1       |
| 2    | 4  | Nyck de Vries        | ART Grand Prix                | 1:54,999 | 2       |
| 3    | 8  | Luca Ghiotto         | UNI-Virtuosi                  | 1:55,037 | 3       |
| 4    | 5  | Sérgio Sette Câmara  | DAMS                          | 1:55,677 | 4       |
| 5    | 16 | Jordan King          | MP Motorsport                 | 1:55,704 | 5       |
| 6    | 9  | Mick Schumacher      | PREMA Racing                  | 1:55,797 | 6       |
| 7    | 6  | Nicholas Latifi      | DAMS                          | 1:55,835 | 7       |
| 8    | 15 | Jack Aitken          | Campos Racing                 | 1:55,949 | 8       |
| 9    | 19 | Anthoine Hubert      | BWT Arden                     | 1:56,138 | 9       |
| 10   | 21 | Ralph Boschung       | Trident                       | 1:56,153 | 10      |
| 11   | 11 | Callum Ilott         | Sauber Junior Team by Charouz | 1:56,215 | 11      |
| 12   | 1  | Louis Delétraz       | Carlin                        | 1:56,326 | 12      |
| 13   | 7  | Zhou Guanyu          | UNI-Virtuosi                  | 1:56,454 | 13      |
| 14   | 20 | Giuliano Alesi       | Trident                       | 1:56,555 | 14      |
| 15   | 3  | Nikita Mazepin       | ART Grand Prix                | 1:56,568 | 15      |
| 16   | 14 | Dorian Boccolacci    | Campos Racing                 | 1:56,653 | 16      |
| 17   | 12 | Juan Manuel Correa   | Sauber Junior Team by Charouz | 1:56,936 | 17      |
| 18   | 18 | Tatiana Calderón     | BWT Arden                     | 1:58,164 | 18      |
| 19   | 17 | Mahaveer Raghunathan | MP Motorsport                 | 2:00,747 | PIT     |
| 20   | 10 | Sean Gelael          | PREMA Racing                  | -        | 19      |
| Poz. | Nr | Kierowca             | Konstruktor                   | Czas     | Poz. s. |

Uwagi
1. ↑  Mahaveer Raghunathan wystartował z pit lane za nie stawienie się bolidu na kontrolę wagi.
2. ↑  Sean Gelael nie ustanowił czasu podczas kwalifikacji, lecz został dopuszczony do wyścigu.

### Główny wyścig

#### Wyścig
Źródło: Wyprzedź Mnie!
| P                 | + / –     | Nr | Kierowca             | Konstruktor                   | Okr. | Czas / Strata | Komentarz       |
| ----------------- | --------- | -- | -------------------- | ----------------------------- | ---- | ------------- | --------------- |
| 1                 | 7         | 15 | Jack Aitken          | Campos Racing                 | 26   | 1:02:27,628   |                 |
| 2                 | Bez zmian | 4  | Nyck de Vries        | ART Grand Prix                | 26   | +0:02,221     |                 |
| 3                 | 2         | 16 | Jordan King          | MP Motorsport                 | 26   | +0:04,134     |                 |
| 4                 | 3         | 6  | Nicholas Latifi      | DAMS                          | 26   | +0:04,604     |                 |
| 5                 | 11        | 14 | Dorian Boccolacci    | Campos Racing                 | 26   | +0:09,499     |                 |
| 6                 | 13        | 10 | Sean Gelael          | PREMA Racing                  | 26   | +0:12,313     |                 |
| 7                 | 10        | 12 | Juan Manuel Correa   | Sauber Junior Team by Charouz | 26   | +0:13,154     |                 |
| 8                 | 7         | 3  | Nikita Mazepin       | ART Grand Prix                | 26   | +0:13,676     |                 |
| 9                 | 6         | 8  | Luca Ghiotto         | UNI-Virtuosi                  | 26   | +0:14,613     | [ a ]           |
| 10                | 1         | 19 | Anthoine Hubert      | BWT Arden                     | 26   | +0:18,200     |                 |
| 11                | 9         | 17 | Mahaveer Raghunathan | MP Motorsport                 | 26   | +0:29,798     |                 |
| 12                | 2         | 21 | Ralph Boschung       | Trident                       | 26   | +1:00,507     |                 |
| 13                | 12        | 2  | Nobuharu Matsushita  | Carlin                        | 25   | +1 okr.       |                 |
| Niesklasyfikowani |           |    |                      |                               |      |               |                 |
|                   |           | 5  | Sérgio Sette Câmara  | DAMS                          | 19   | +7 okr.       | wypadek/hamulce |
|                   |           | 1  | Louis Delétraz       | Carlin                        | 19   | +7 okr.       | wypadek         |
|                   |           | 11 | Callum Ilott         | Sauber Junior Team by Charouz | 18   | +8 okr.       | hamulce         |
|                   |           | 18 | Tatiana Calderón     | BWT Arden                     | 16   | +10 okr.      | hydraulika      |
|                   |           | 7  | Zhou Guanyu          | UNI-Virtuosi                  | 16   | +10 okr.      | wypadek         |
|                   |           | 9  | Mick Schumacher      | PREMA Racing                  | 7    | +19 okr.      | poślizg         |
|                   |           | 20 | Giuliano Alesi       | Trident                       | 0    | +26 okr.      | wypadek         |
| P                 | + / –     | Nr | Kierowca             | Konstruktor                   | Okr. | Czas / Strata | Komentarz       |

Uwagi
1. ↑  Luca Ghiotto został ukarany 5-sekundową karą czasową za spowodawnie kolizji z Sérgio Sette Câmarą.

#### Najszybsze okrążenie
| Nr | Kierowca            | Konstruktor | Czas     | Okr. |
| -- | ------------------- | ----------- | -------- | ---- |
| 2  | Nobuharu Matsushita | Carlin      | 1:56,778 | 25   |

#### Premia za najszybsze okrążenie w TOP 10
| Nr | Kierowca    | Konstruktor   | Czas     | Okr. |
| -- | ----------- | ------------- | -------- | ---- |
| 15 | Jack Aitken | Campos Racing | 1:56,961 | 25   |

### Sprint

#### Wyścig
Źródło: Wyprzedź Mnie!
| P                 | + / –     | Nr | Kierowca             | Konstruktor                   | Okr. | Czas / Strata | Komentarz |
| ----------------- | --------- | -- | -------------------- | ----------------------------- | ---- | ------------- | --------- |
| 1                 | 3         | 6  | Nicholas Latifi      | DAMS                          | 19   | 48:43,284     |           |
| 2                 | Bez zmian | 12 | Juan Manuel Correa   | Sauber Junior Team by Charouz | 19   | +0:00,961     |           |
| 3                 | 5         | 15 | Jack Aitken          | Campos Racing                 | 19   | +0:01,521     |           |
| 4                 | 3         | 4  | Nyck de Vries        | ART Grand Prix                | 19   | +0:02,602     |           |
| 5                 | 14        | 9  | Mick Schumacher      | PREMA Racing                  | 19   | +0:03,247     |           |
| 6                 | 8         | 5  | Sérgio Sette Câmara  | DAMS                          | 19   | +0:04,060     |           |
| 7                 | 1         | 14 | Dorian Boccolacci    | Campos Racing                 | 19   | +0:06,503     | [ a ]     |
| 8                 | 5         | 10 | Sean Gelael          | PREMA Racing                  | 19   | +0:07,724     |           |
| 9                 | 7         | 11 | Callum Ilott         | Sauber Junior Team by Charouz | 19   | +0:07,729     |           |
| 10                | 8         | 7  | Zhou Guanyu          | UNI-Virtuosi                  | 19   | +0:09,293     |           |
| 11                | 1         | 19 | Anthoine Hubert      | BWT Arden                     | 19   | +0:11,074     |           |
| 12                | 1         | 2  | Nobuharu Matsushita  | Carlin                        | 19   | +0:11,235     |           |
| 13                | 2         | 17 | Mahaveer Raghunathan | MP Motorsport                 | 19   | +0:17,584     |           |
| Niesklasyfikowani |           |    |                      |                               |      |               |           |
|                   |           | 8  | Luca Ghiotto         | UNI-Virtuosi                  | 12   | +7 okr.       | wypadek   |
|                   |           | 16 | Jordan King          | MP Motorsport                 | 12   | +7 okr.       | wypadek   |
|                   |           | 3  | Nikita Mazepin       | ART Grand Prix                | 12   | +7 okr.       | wypadek   |
|                   |           | 20 | Giuliano Alesi       | Trident                       | 8    | +11 okr.      | wypadek   |
|                   |           | 21 | Ralph Boschung       | Trident                       | 0    | +19 okr.      | wypadek   |
|                   |           | 1  | Louis Delétraz       | Carlin                        | 0    | +19 okr.      | poślizg   |
|                   |           | 18 | Tatiana Calderón     | BWT Arden                     | 0    | +19 okr.      | wypadek   |
| P                 | + / –     | Nr | Kierowca             | Konstruktor                   | Okr. | Czas / Strata | Komentarz |

Uwagi
1. ↑  Dorian Boccolacci otrzymał karę cofnięcia o dwie pozycje na starcie za niestosowanie się do instrukcji dyrektora wyścigu.

#### Najszybsze okrążenie
| Nr | Kierowca     | Konstruktor  | Czas     | Okr. |
| -- | ------------ | ------------ | -------- | ---- |
| 8  | Luca Ghiotto | UNI-Virtuosi | 1:57,757 | 6    |

#### Premia za najszybsze okrążenie w TOP 10
| Nr | Kierowca            | Konstruktor | Czas     | Okr. |
| -- | ------------------- | ----------- | -------- | ---- |
| 5  | Sérgio Sette Câmara | DAMS        | 1:57,941 | 19   |

## Klasyfikacja po zakończeniu rundy

### Kierowcy
| P  | +/− | Kierowca             | Starty | Punkty | P1 | P2 | P3 | PP | NO | NS |
| -- | --- | -------------------- | ------ | ------ | -- | -- | -- | -- | -- | -- |
| 1  | +1  | Nicholas Latifi      | 4      | 62     | 2  | –  | 1  | –  | –  | –  |
| 2  | +7  | Jack Aitken          | 4      | 43     | 1  | –  | 1  | –  | 1  | –  |
| 3  | −2  | Luca Ghiotto         | 4      | 39     | 1  | 1  | –  | 1  | –  | 1  |
| 4  | +2  | Nyck de Vries        | 4      | 38     | –  | 1  | –  | –  | 1  | –  |
| 5  | −2  | Sérgio Sette Câmara  | 4      | 33     | –  | 1  | 1  | –  | 1  | 1  |
| 6  | +13 | Juan Manuel Correa   | 4      | 18     | –  | 1  | –  | –  | –  | –  |
| 7  | +4  | Jordan King          | 4      | 16     | –  | –  | 1  | –  | –  | 1  |
| 8  | −4  | Louis Delétraz       | 4      | 16     | –  | –  | –  | –  | –  | 2  |
| 9  | −1  | Mick Schumacher      | 4      | 14     | –  | –  | –  | –  | –  | 1  |
| 10 | −5  | Anthoine Hubert      | 4      | 13     | –  | –  | –  | –  | –  | –  |
| 11 | +7  | Dorian Boccolacci    | 4      | 12     | –  | –  | –  | –  | –  | –  |
| 12 | −5  | Zhou Guanyu          | 4      | 11     | –  | –  | –  | –  | 1  | 1  |
| 13 | −1  | Sean Gelael          | 4      | 9      | –  | –  | –  | –  | –  | 1  |
| 14 | −4  | Nobuharu Matsushita  | 4      | 6      | –  | –  | –  | 1  | –  | –  |
| 15 | +1  | Nikita Mazepin       | 4      | 4      | –  | –  | –  | –  | –  | 1  |
| 16 | +1  | Callum Ilott         | 4      | 0      | –  | –  | –  | –  | –  | 1  |
| 17 | −4  | Ralph Boschung       | 4      | 0      | –  | –  | –  | –  | –  | 1  |
| 18 | +2  | Mahaveer Raghunathan | 4      | 0      | –  | –  | –  | –  | –  | –  |
| 19 | −5  | Giuliano Alesi       | 4      | 0      | –  | –  | –  | –  | –  | 3  |
| 20 | −5  | Tatiana Calderón     | 4      | 0      | –  | –  | –  | –  | –  | 2  |
| P  | +/− | Kierowca             | Starty | Punkty | P1 | P2 | P3 | PP | NO | NS |

### Zespoły
| P  | +/− | Konstruktor                   | Starty | Punkty | P1 | P2 | P3 | PP | NO | NS |
| -- | --- | ----------------------------- | ------ | ------ | -- | -- | -- | -- | -- | -- |
| 1  | 0   | DAMS                          | 8      | 93     | 2  | 1  | 2  | –  | 1  | 1  |
| 2  | +5  | Campos Racing                 | 8      | 55     | 1  | –  | 1  | –  | 1  | –  |
| 3  | −1  | UNI-Virtuosi                  | 8      | 50     | 1  | 1  | –  | 1  | 1  | 2  |
| 4  | +1  | ART Grand Prix                | 8      | 42     | –  | 1  | –  | –  | 1  | 1  |
| 5  | +1  | PREMA Racing                  | 8      | 23     | –  | –  | –  | –  | –  | 2  |
| 6  | −3  | Carlin                        | 8      | 22     | –  | –  | –  | 1  | –  | 2  |
| 7  | +3  | Sauber Junior Team by Charouz | 8      | 18     | –  | 1  | –  | –  | –  | 1  |
| 8  | 0   | MP Motorsport                 | 8      | 16     | –  | –  | 1  | –  | –  | 1  |
| 9  | −5  | BWT Arden                     | 8      | 13     | –  | –  | –  | –  | –  | 2  |
| 10 | −1  | Trident                       | 8      | 0      | –  | –  | –  | –  | –  | 4  |
| P  | +/− | Konstruktor                   | Starty | Punkty | P1 | P2 | P3 | PP | NO | NS |